# M102
梅西耶102（也稱為M102）是一個在梅西耶目錄中未能明確被辨認出的，被梅西耶和皮埃尔·梅香声明重复的星系，目前有兩個候選者：即重复的梅西耶101和NGC 5866。

## 候選的天體
在梅西耶天體的目錄中，史學家、專業和業餘的天文學家對M102的對應天體，雖然還沒有一致的共識，但只剩少數的候選者。

### 梅西耶101

哈伯太空望遠鏡觀察到的梅西耶101。相片提供：NASA／歐洲太空總署。

梅西耶101（也稱為風車星系或NGC 5457）是一個位於大熊座，以正面朝向我們的螺旋星系。在1784年寫給伯努利的信中，皮埃爾·梅香（與梅西耶共享M101的發現者）聲稱M102實際上只是M101在目錄上的重複。這封信後來被公開了兩次：第一次是在1782年以法文的原文發表在柏林學院的備忘錄，第二次是由約翰·波得翻譯成德文與整理後，於1786年發表在柏林天文年鑑上。

### NGC 5866

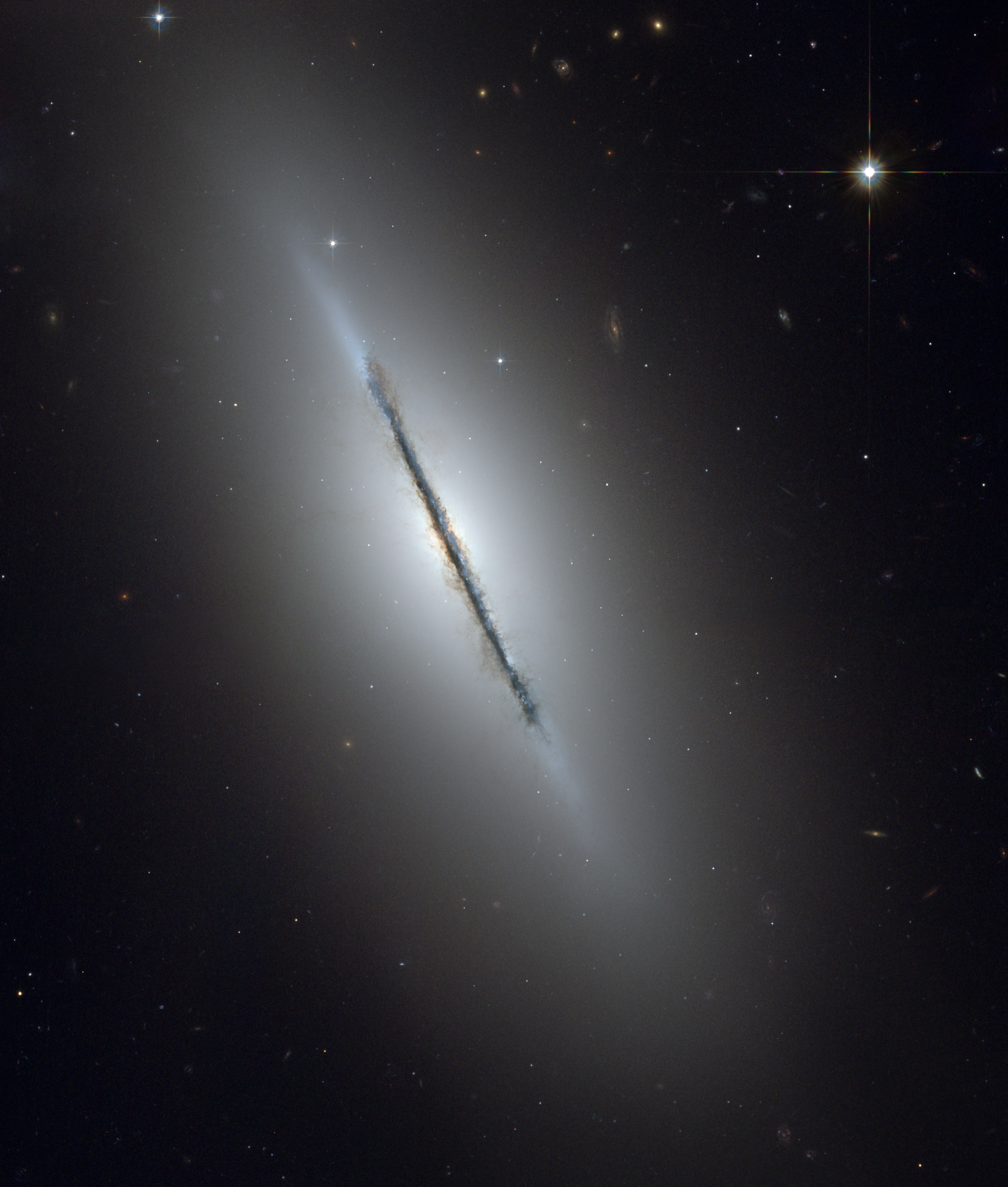
哈伯太空望遠鏡觀察到的NGC 5866。相片提供：NASA／歐洲太空總署。

NGC 5866（兩個被稱為紡錘星系中的一個）是在天龍座中的一個透鏡星系。這個星系的位置看起來與1781年版梅西耶目錄中的位置非常吻合（依據皮埃爾·梅香的紀錄），並且這個位置也在梅西耶手寫的私人紀錄表內。

### 其他可能的對應天體
雖然M101和NGC 5866是M102的兩個最佳候選者，還有一些其他的對象曾經被建議成為這個項目的候選者。

#### NGC 5879, NGC 5907, NGC 5908
NGC 5879、NGC 5907、和NGC 5908都是鄰近NGC 5866的星系。因此在這種標準下，都有可能如同NGC 5866一樣，成為M102的候選者。但是他們的亮度或是表面的光度都不如NGC 5866，因此較不可能成為對應於M102的對象。 

#### NGC 5928
NGC 5928是位於牧夫座ο和蛇夫座ι之間，視亮度為14等的一個星系。J. L. E. Dreyer在他的星雲和星團新總表的註解和修正內建議可能誤認了蛇夫座ι是天龍座ι因而記錯了M102的位置。但是，梅西耶和梅香可能都未曾觀測過，因此不太可能是M102。

## 外部連結
- SEDS Messier pages: Messier 102
- SEDS Messier pages: The Messier 102 Controversy